# クレメンス・ローターン
クレメンス・C・J・ローターン（Clemens C. J. Roothaan、1918年8月29日 – 2019年6月17日）は、オランダの物理学者・化学者であった。分子構造の自己無撞着場理論の開発で知られる。

## 略歴
ローターンはナイメーヘンで生まれた。1935年にデルフト工科大学に入学し、電気工学を学んだ。第二次世界大戦中、戦争捕虜収容所に抑留された。その後、ローターンとその兄弟はオランダレジスタンスに関与したとしてフフト強制収容所へ送られた。1944年9月5日、ローターン兄弟を含む収容所に残っていた捕虜は前進する連合国の前のドイツのザクセンハウゼン強制収容所へ移送された。戦争の終わり頃、ザクセンハウゼンの被収容者は死の行進へ送られ、ローターンの兄弟は生き残ることができなかった。
戦争捕虜とはいえ、ローターンはフィリップスの正式な助言の下、他の教授や学生らと共に物理学の研究を続けることができた。フィリップスと協力中にローターンに割り当てられた仕事は彼の修士論文の基礎となった。ローターンは1945年10月14日にデルフト工科大学から物理学の修士号を授与された。米国に移った後、ワシントンDCのアメリカ・カトリック大学で役職を持ちながら、シカゴ大学でロバート・S・マリケンと共に半経験的分子軌道理論に関するPhD研究を行った。ローターンは、分子軌道理論に対する当時のアプローチが誤っていることに気付き、研究テーマを後にローターン方程式の開発につながるものに変更した。マリケンはノーベル賞受賞記念講演でこの研究について以下のように言及した。
私はローターンに置換ベンゼンのヒュッケル型計算に関する博士論文を書かせようとしました。しかし、ベンゼンについて非常に良い計算をした後、彼はヒュッケル法に反旗を翻し、彼の優れた計算を窓から投げ捨て、学位論文のために、今ではよく知られている原子および分子波動関数の計算のための全電子LCAO SCF自己無撞着場法を完全に独自に開発しました。
ローターンは1949年にシカゴ大学に移り、1950年にPhDを授与された。その後、シカゴ大学の物理学科に加わった。1962年から1968年まで、シカゴ大学計算センター長を務めた。後に、シカゴ大学の物理学および化学の教授となった。1988年の退職以降は、カリフォルニア州パロアルトにあるヒューレット・パッカードの研究所で働き、主にItaniumチップのための数理コプロセッサ・ルーチンの開発に貢献した。ローターンのパイプライン構造分析法は独自かつ革新的で、世界中のスーパーコンピュータ分野で大いに称賛されている。
1982年、ローターンはオランダ王立芸術科学アカデミーの特派員となった。ローターンは国際量子分子科学アカデミーとカトリック科学者協会の会員であった。2018年8月に100歳となり、2019年6月に死去した。

## 著作

### 自伝
- Roothaan, Clemens C. J. (1991). “My life as a physicist: Memories and perspectives”. Journal of Molecular Structure: THEOCHEM 234:  1–12. doi:10.1016/0166-1280(91)89002-I.
- Roothaan, Clemens C. J. (1993). “My life as a physicist: Memories and perspectives”. International Journal of Quantum Chemistry 48 (S27):  1–11. doi:10.1002/qua.560480804.